# راونو ريوتسلينن
راونو ريوتسلينن (بالفنلندية: Rauno Ruotsalainen)‏ هو لاعب باندي ‏ ومدرب كرة قدم ولاعب كرة قدم فنلندي، ولد في 4 فبراير 1938.

## وصلات خارجية
- راونو ريوتسلينن على موقع ناشيونال فوتبول تيمز (الإنجليزية)
- راونو ريوتسلينن على موقع عالم كرة القدم.نت (الإنجليزية)